# Drevenica
Die Drevenica ist ein 22,7 Kilometer langer Zufluss der Žitava im Westen der Slowakei. Ihr Wasser fließt der Donau über die Nitra und die Waag zu.
Die Drevenica entspringt im Tribetzgebirge (slowakisch: Tribeč) südlich des Veľký Tribeč (830 m) auf einer Quellhöhe von rund 545 m und fließt dann über Kostoľany pod Tribečom, Ladice und Neverice in südsüdöstlicher Richtung an Beladice vorbei und weiter nach Süden, bis sie südlich von Nová Ves nad Žitavou auf einer Höhe von rund 150 m in die Žitava mündet.